# Phyllopodopsyllus paraborutzkyi
Phyllopodopsyllus paraborutzkyi är en kräftdjursart som beskrevs av Kunz 1975. Phyllopodopsyllus paraborutzkyi ingår i släktet Phyllopodopsyllus och familjen Tetragonicipitidae. Inga underarter finns listade i Catalogue of Life.